# Први пелопонески рат
Први пелопонески рат (460. п. н. е.-око 445. п. н. е.) био је рат између Пелопонеског савеза, кога је предводила Спарта и Делског савеза, кога је предводила Атина, а подржавао Аргос. Рат се састојао од низа конфликата и мањих ратова, као што је Други свети рат. Постојало је неколико узрока за рат, као што су градња атинских дугих зидова, пребегавање Мегаре и раст атинске империје.
Рат је започео 460. п. н. е. Најпре су Атињани захваљујући надмоћнијој флоти побеђивали у поморским биткама. Били су бољи и у копненим биткама све док их Спарта и њени савезници нису победили 457. п. н. е. у бици код Танагре. Атињани су извели контранапад, победили су Беоћане у бици код Енофите, а након тога заузели су целу Беотију сем Тебе.
Атина је учврстила свој положај када је пустошила Пелопонез и када је присилила Егину да постане чланица Делског савеза. Након атинског пораза од стране Персије у Египту 454. п. н. е. Атина и Спарта су склопили петогодишњи мир. Рат се поново распламсао 448. п. н. е. током Другога светог рата. Беоћани су се побунили и поново су стекли независност победом над Атином у бици код Коронеје 447. п. н. е. Први Пелопонески рат окончао се мировним споразумом Спарте и Атине, које су потписале Тридесетогодишњи мир током зиме 446/445. п. н. е. Према мировном споразуму обе стране задржавају главне делове своје империје. Атина наставља да доминира на мору, а Спарта на копну. Мегара се вратила у Пелопонески савез. Егина је постала аутономни члан Делскога савеза, који плаћа данак. Рат између Пелопонеског и Делског савеза обновио се 431. п. н. е.

## Порекло и узроци
Само двадесет година пре Првог пелопонеског рата Атина и Спарта су се заједно бориле против Персије у Грчко-персијским ратовима. У том рату Спарта је имала хегемонију унутар онога што модерни историчари називају Хеленски савез. Спарта је држала главно заповедништво током кључних победа 480. и 479. п. н. е. Неколико година спартанско вођство није било добро прихваћено код грчких поморских држава, које су преузеле главни терет рата против персијских територија у азији и Егеју. Након 478. п. н. е. Спарта је одустала од вођства током кампања против Персије.
Атина је била спремна да преузме вођство у Егејском мору. Атињани су поново изградили своје бедеме, иако се Спарта противила том потезу. Током 479. и 478. Атина је преузела активнију улогу током егејске кампање. Током зиме 479/478. п. н. е. прихватили су се вођства Делскога савеза, који је тада основан на састанку у Делосу.
Неко време превладавали су пријатељски односи између Атине и Спарте. Темистокло као Атињанин, који је у то доба био највише повезан са антиспартанском политиком био је остракован 470их пре Христа, па је касније био присиљен да побегне у Персију. Уместо њега у Атини се истицао Кимон, који се залагао за политику сарадње са Спартом. Кимон је био јако проспартански настројен. Ипак тада су се појавиле назнаке сукоба. Тукидид пише да је Спарта одлучила да нападне Атину током побуне на Тасу. Спречио их је потрес, након кога је уследила побуна хелота. Спартанци нису могли сами да угуше побуну, па су позвали све савезнике из Хеленског савеза да им помогну.
Атина се одазвала позиву пославши Кимона на челу 4.000 војника. Међутим нешто се десило што је увредило Спартанце, па су они рекли Атињанима да им нису више потребни. Та акција уништила је Кимонов политички ауторитет. Кимона су већ раније нападали његови политички непријатељи, које је предводио Ефијалт. Убрзо након повратка са Пелопонеза Атињани су остраковали Кимона. Атина је склопила неколико савеза један за другим. Један са Тесалијом, па са традиционалним непријатељем Спарте Аргосом и онда са Мегаром, која је била бивши савезник Спарте, а тада се сукобљавала са Коринтом. У исто време Атина је у Наупакту населила хелоте, који су били поражени и протерани са Пелопонеза. До 460. п. н. е. Атина се због Мегаре нашла у отвореном рату са Коринтом и неколико других пелопонеских држава, тако да је било јасно да се очекује већи рат.

## Ране битке
Када је почињао тај рат Атина је ратовала у Египту. Либијски краљ Инар побунио је цели Египат против Персије, а Атина и њени савезници послали су 460. п. н. е. 200 бродова да му помогну. Атина је започела Први пелопонески рат са својим снагама расутим на неколико страна. Током 460 или 459. п. н. е. Атина је водила неколико великих битака против удружених снага неколико пелопонеских држава. У првим биткама на копну победили су Коринт и Епидаур, а на мору победила је Атина код Кекрифалије. Егина је била забринута због атинске агресивности у Саронском заливу, па је настао рат између Атине и Егине. Уследила је поморска битка, у којој су победили Атињани заробивши 70 бродова. Након победе искрцали су се на Егини и опсели град.
Атина је имала значајне снаге везане у Египту и на Егини, па је Коринт искористио ситуацију и напао Мегару. Тим нападом покушали су да присиле Атину да повуче снаге са Егине. Уместо тога Атињани су сакупили старце и недозрелу омладину и послали их под заповедништвом Миронида да помогну Мегари. Битка код Мегаре завршила се без победника. Око 12 дана касније Коринћани су се вратили са намером да подигну знак победе, али Атињани су их тада напали и потукли до ногу. Много Коринћана залутало је током повлачења на земљиште одакле се нису могли извући и ту су побијени.

## Успеси Атине
Након неколико година од почетка рата спартанска војска углавном није била активна. Током 458. или 457. п. н. е. Спарта се коначно покренула, али не директно на Атину. Избио је рат између атинског савезника Фокиде и Дориде. Фокиђани су напали Дориду, која се налазила с друге стране Коринтског залива преко пута Пелопонеза. Дорида се сматрала домовином Дорана, па су због тога Спартанци као Дорани имали вековне савезничке односе са Доридом. Тада је спартански краљ Плистоанакт био млад, па је спартанску војску која је ишла у помоћ Дориди предводио његов заменик Никомед. У помоћ Доранима стигло је 1.500 спартанских хоплита и 10.000 савезничких хоплита. Присилили су Фокиђане да напусте Дориду. Док је пелопонеска војска била у Дориди Атињани су блокирали Коринтски залив.
Никомед је повео своју војску у Беотију. Учинио је то због неколико разлога. Започео је тајне преговоре са Атињанима, који су намеравали да издају град и да сруше демократију. С друге стране Доналд Каган сматра да је Никомед био у контакту са Тебом и да је планирао да уједини Беотију под тебанском доминацијом, а то је изгледа и учинио када је стигао у Беотију.
Атињани су кренули са својом војском против спартанске војске. Бојали су се и да неко не изда Атину. Две војске сукобиле су се 457. п. н. е. у бици код Танагре. Пре битке Кимон, који је био остракован понудио је своје услуге атинској војсци, али наредили су му да оде, јер су сумњали у његову лојалност. Пре него што је отишао својим пријатељима је рекао да храброшћу докажу своју лојалност. Обе стране имале су велике губитке, али Спарта је победила. Након победе спартанска војска напала је Атику и вратила се на Пелопонез преко коринтске превлаке. Доналд Каган сматра да су Атињани тада позвали Кимона да се врати и да су склопили четворомесечно примирје, али други историчари сматрају да није закључено такво примирје и да се Кимон касније вратио.

## Атина осваја
Два месеца након пораза у бици код Танагре Атињани су послали Миронида да нападне Беотију. Победили су Беоћане у бици код Енофите. Након велике победе Атињани су заузели Фокиду, опунтски Локрис и целу Беотију сем Тебе. Атињани су срушили бедеме од Танагре, а од Локрана као таоце узели су 100 најбогатијих људи. Атина је тада довршила своје дуге бедеме.
Кратко време након тога предала се Егина и била је присиљена да сруши бедеме и преда флоту. Постала је члан Делског савеза и одређено је колики мора да плаћа допринос. Атињани су онда под командом Толмида пустошили обалу Пелопонеза. Опловили су Пелопонез, запалили су спартанско бродоградилиште, освојили су коринтску Халкиду, искрцали се код Сикиона и у бици победили Сикиоњане.

## Значај Мегаре
Историчари истичу критички значај који је имала атинска контрола Мегаре за атинске успехе очетком рата. Мегара се налазила на погодном положају у Коринтском заливу и имала је луку, до које су атински веслачи могли да дођу копном. Током целога рата значајан број бродова је по свој прилици био смештен у мегарској луци Пеги. Раније су историчари сумњали у способност Атине да спречи кретање спартанске војске кроз територију Мегаре. Новији историчари су закључили да је планински пролаз Геранија могао да се чува релативни малим бројем војника. Због тога кад Атина контролише Мегару, она затвара коринтски прелаз.

## Атина у кризи и примирје
Током 454. п. н. е. Атињани су доживели тежак пораз у Египту. Велика персијска војска под заповедништвом Мегабиза поразила је побуњенике и угушила је побуну у Египту. Опседали су грчку војску на једној ади у делти Нила. Персијанци су годину и по опседали Грке и на крају 454. п. н. е. су заузели аду и готово потуно уништили атинску војску у Египту. Катастрофа у Египту озбиљно је уздрмала атинsку доминацију у Егеју, тако да је Атина неколико година реорганизовала Делски савез и стабилизовала регион.
Атињани су покушали да врате на престо Тесалије свргнутога краља Ореста. Заједно са Беођанима и Фочанима као савезницима Атињани су напали Фарсал у Тесалији. Надмоћна тесалска коњица ометала је Атињане и присила их да се врате необављена посла. Када се 451. п. н. е. Кимон вратио у Атину Атињани су били спремни на мировне преговоре са Спартом. Кимон је са Спартом склопио петогодишњи мировни споразум.

## Након примирја
Калијин мир, ако је постојао склопљен је 449. п. н. е. Било је то у приближно исто време када је Перикле сазвао Хеленски народни сабор, који би дискутовао о будућности Грчке. Модерни историчари интензивно су дискутовали о циљу његовога предлога. Неки сматрају да је то била добра намера да се осигура трајни мир. Други га сматрају пропагандом. Спарта је минирала сабор, одбијајући да присуствује.
Те исте године започео је Други свети рат. Спарта је одвојила Делфи од Фокиде и учинила га независним. Перикле је 448. п. н. е. повео атинску војску на Делфи и вратио је светилиште Делфи Фокиди. Током 447/446. п. н. е. избила је побуна у Беотији, која је означила крај атинског континенталне империје. Атинска војска под командом Толмида поражена је у бици код Коронеје. Након пораза Атина је напустила Беотију, Фокиду и Локриду.
Након пораза код Коронеје побунили су се Еубеја и Мегара. Перикле је повео војску против Еубеје, али био је присиљен да се врати, када је спартанска војска напала Атику. Перикле је преговорима, а можда и потплаћивањем наговорио спартанског краља Плистоанакта да се врати кући. Плистоанакт је по повратку у Спарту био новчано кажњен јер није искористио предност. Пошто није могао да плати казну морао је у егзил. Након повратка Спартанаца Перикле је прешао на Еубеју и покорио ју је. Казнио је велепоседнике у Халкиди, одузевши им имовину. Казнио је и Хистијејане, који су масакрирали посаду атинске триреме. Хистијејане је иселио и населио 2.000 атинских колониста на њихову земљу.
Између Атине и Спарте токо зиме 446/445. п. н. е. склопљен је Тридесетогодишњи мир. По споразуму
- Мегара се враћа у Пелопонески савез.
- Трезен и Ахаја постају независни
- Егина постаје аутономни члан Делског савеза, који плаћа данак Атини

## Значај
Средином Првога пелопонеског рата Атина је била на врхунцу моћи. Држала је Беотију и Мегару на копну и доминирала је морима, а град је био сигуран од напада. Током 447. и 446. п. н. е. погоршао се положај Атине, тако да је морала да одустане од потпуне контроле Грчке. Рат је завршен мировним споразумом са два велика савеза у Грчкој. Тридесетогодишњи мир није трајао 30 година. Рат Спарте и Атине поново је почео 431. п. н. е. и тада је почео (други) Пелопонески рат.